# Flora (Jan Massijs)
Flora is een schilderij van Jan Massijs uit 1559. Sinds 1947 maakt het deel uit van de collectie van de Hamburger Kunsthalle.

## Voorstelling
Op het schilderij is Flora te zien, de Romeinse godin van bloemen en voorspoed, die ontspannen op een stenen bank in een tuin zit. Haar bleke bovenlichaam is zichtbaar door een doek van doorzichtig stof. Ze draagt gouden armbanden, een riem en een diadeem die met edelstenen versierd zijn. Met haar linkerhand houdt de godin een witte doek vast waarin een bos bloemen ligt. Met haar andere hand houdt ze met een triomfantelijk gebaar drie rode en witte anjers omhoog. In de tuin en de villa op de achtergrond keren de witte en rode kleuren van de kleding en de bloemen terug. De anjers zijn zo in de compositie geplaatst dat ze zweven boven een landschap met in de verte de haven van Antwerpen aan de rivier de Schelde. De toren van de kathedraal is duidelijk herkenbaar. Tussen de rivier en de tuin ligt een landelijk gebied met enkele boerderijen.  
Het standbeeld aan de linkerkant van het schilderij stelt Silvius Brabo voor, de Romeinse soldaat die een reus gedood zou hebben die Antwerpen terroriseerde en uitgroeide tot een symbool voor de stad. De pauwen symboliseren rijkdom en macht. Rechts van de godin is een standbeeld van een satyr te zien. Deze elementen geven aan dat de schilder goed bekend was met de antieke kunst, zoals in de renaissance gebruikelijk was. Het schilderij is een allegorie van de vrede en voorspoed van Antwerpen. Aanleiding voor het maken ervan was wellicht het verdrag dat Frankrijk en Spanje, onder leiding van Filips II, in 1559 sloten, dat ook voor de Nederlanden vrede bracht. 
Massys had een reputatie als schilder van vrouwelijk naakt met een koele erotische uitstraling. Hij schilderde in een stijl die doet denken aan de school van Fontainebleau, waar hij bij was aangesloten. Het gezicht op Antwerpen is mogelijk uitgevoerd door Jans broer Cornelis, een landschapsspecialist, of door Pieter Brueghel. In 1591 schilderij Massys een vergelijkbaar werk, dit keer met havenstad Genua op de achtergrond.

## Herkomst
Het schilderij kwam in 1914 via de Parijse kunsthandel van Franz Kleinberger in bezit van de Hamburgse ondernemer en verzamelaar Siegfried Wedells. Hij liet het schilderij bij zijn dood in 1919 na aan de stad Hamburg. Sinds 1947 is het ondergebracht in de Kunsthalle. 

## Afbeeldingen

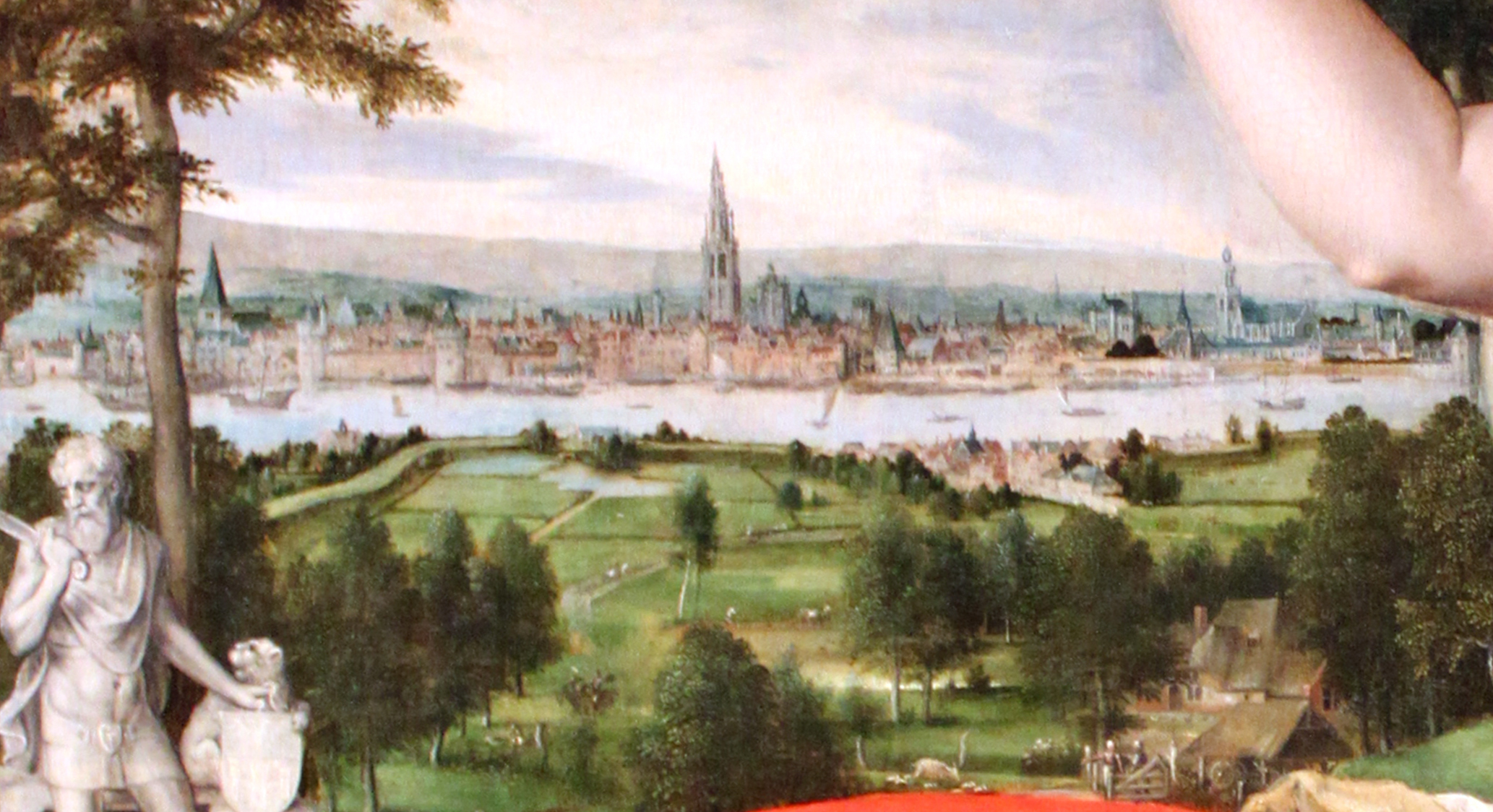
Detail
Venus Cythereia (1561)